# Piper fuliginosum
Piper fuliginosum är en pepparväxtart som beskrevs av Luis Aloysius, Luigi Sodiro. Piper fuliginosum ingår i släktet Piper och familjen pepparväxter. Inga underarter finns listade i Catalogue of Life.